# Sophronia gelidella
Sophronia gelidella is een vlinder uit de familie tastermotten (Gelechiidae). De wetenschappelijke naam is voor het eerst geldig gepubliceerd in 1941 door Nordman.
De soort komt voor in Europa.